# Paul Heidemann
Pour les articles homonymes, voir Heidemann.
Paul Heidemann, né le 26 octobre 1884 à Cologne (Empire allemand) et mort le 20 juin 1968 à Berlin (Allemagne), est un acteur, réalisateur et producteur allemand.

## Filmographie (sélection)
- 1921 : La Chatte des montagnes
- 1923 : Le Petit Napoléon
- 1924 : L'Étoile du cirque (Der Sprung ins Leben) de Johannes Guter
- 1925 : Neptune Bewitched
- 1925 : Hussar Fever
- 1926 : We Belong to the Imperial-Royal Infantry Regiment
- 1926 : The Third Squadron
- 1926 : Maytime (en)
- 1926 : Department Store Princess
- 1927 : Die Geliebte de Robert Wiene
- 1927 : Klettermaxe
- 1928 : Under the Lantern
- 1928 : Escape from Hell
- 1929 : Der Zigeunerprimas
- 1929 : Son Altesse Impériale
- 1929 : The Lord of the Tax Office
- 1930 : The Great Longing
- 1930 : Love's Carnival
- 1930 : Pension Schöller
- 1930 : Josef the Chaste
- 1931 : Princesse, à vos ordres (Ihre Hoheit befiehlt)
- 1931 : La Folle Aventure

(version française de Hans in allen Gassen, 1930)
- 1931 : When the Soldiers
- 1931 : The Battle of Bademunde
- 1932 : The Mad Bomberg
- 1932 : The Magic Top Hat
- 1932 : Gypsies of the Night
- 1932 : Paprika de Carl Boese
- 1933 : Heimkehr ins Glück
- 1933 : The Tsarevich
- 1934 : The Cousin from Nowhere
- 1934 : Adventure on the Southern Express
- 1934 : A Woman With Power of Attorney
- 1934 : Bashful Felix
- 1935 : The Young Count
- 1935 : Peter, Paul and Nanette
- 1936 : Spiel an Bord
- 1937 : The Irresistible Man
- 1937 : Brillanten (en)
- 1939 : Wibbel the Tailor
- 1949 : Madonna in Chains
- 1950 : The Woman from Last Night
- 1951 : Torreani
- 1951 : Not Without Gisela
- 1951 : Königin einer Nacht (de)
- 1952 : Homesick for You
- 1952 : When the Heath Dreams at Night
- 1953 : Street Serenade
- 1953 : We'll Talk About Love Later
- 1953 : Christina (de)
- 1953 : Such a Charade
- 1953 : Josef the Chaste
- 1954 : Rittmeister Wronski
- 1956 : My Aunt, Your Aunt
- 1956 : The Model Husband
- 1957 : Bärenburger Schnurre
- 1958 : My Wife Makes Music